# Royaume de Gwent
Pour les articles homonymes, voir Gwent.
Ne doit pas être confondu avec Gwent (comté préservé).
~430–1054
Entités précédentes :
- Bretagne romaine (Britannia Prima)
- Royaume d'Ergyng

Entités suivantes :
- Glamorgan

Gwent est un ancien royaume gallois au sud-est du Pays de Galles situé sur les Marches galloises, la rivière Wye le séparant de l'Angleterre à l'est, et l'estuaire de la rivière Severn la séparant au sud du Somerset. Il serait une partie du mythique royaume gallois d'Ewyas, l'autre moitié étant le Glywysing (Cernyw ?) et l'Ergyng. L'histoire de cette région est assez confuse, principalement à cause de la fluctuation des frontières et des noms à travers le temps, accentuée par les innombrables revendications claniques de l'époque. Il est intéressant de constater qu'il garda un mode de vie romanisé plusieurs générations après le départ des troupes romaines de Bretagne, dans la décennie 410. 

## Villes principales
- Caerwent/Venta Silurum (capitale présumée)
- Caerleon/Isca Silurum
- Monmouth
- Chepstow
- Newport
- Ebbw Vale
- Caerphilly

## Histoire

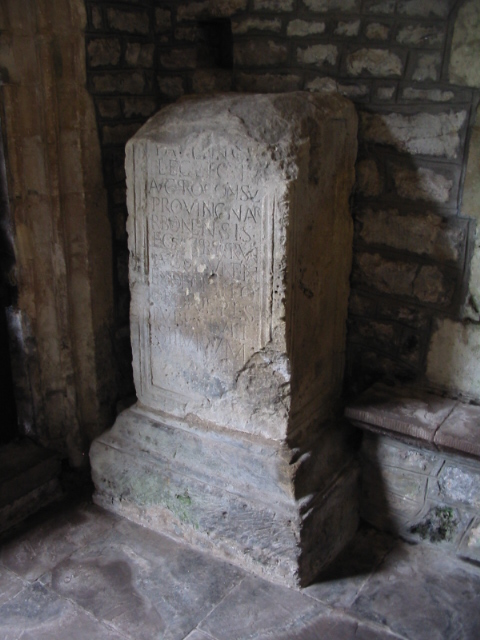
Socle de statue du début du IIIe siècle, trouvé à Caerwent. L'ouvrage, commandité par le conseil de la cité, était dédié au légat de la Legio II Augusta, Tiberius Claudius Paulinus.

### Origines

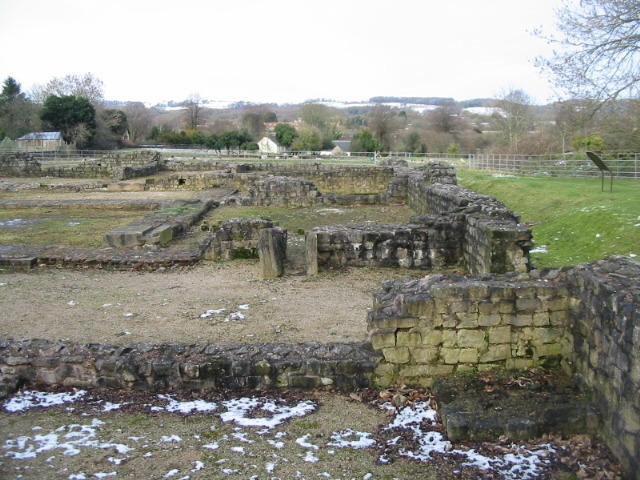
Basilique et Forum de Venta Silurum.

Habité depuis longtemps, les Romains construisent sur le territoire du puissant peuple celte brittonique des Silures le fort de Caerleon pour abriter la Legio II Augusta, forteresse qui sera plus tard attaché à la légende arthurienne. La capitale politique des Silures devint vers 75 la cité romaine de Venta Silurum (actuellement Caerwent)  sur le modèle de Calleva Atrebatum ; le nom moderne Gwent dérive d'ailleurs du latin Venta, comme ce fut le cas pour Winchester. Les romains y bâtissent une civitas romanisée classique : la ville au IIe siècle possédait une basilique, des thermes, des temples et un forum (plus tard s'y ajoutera une collectivité chrétienne). Malgré l'occupation, les Silures conservent leur langue, leur identité culturelle et leur histoire, qui vont perdurer jusqu'au Moyen Âge. Mais à partir du IVe siècle, les tenants du pouvoir au Pays de Galles se perdent dans la légende.

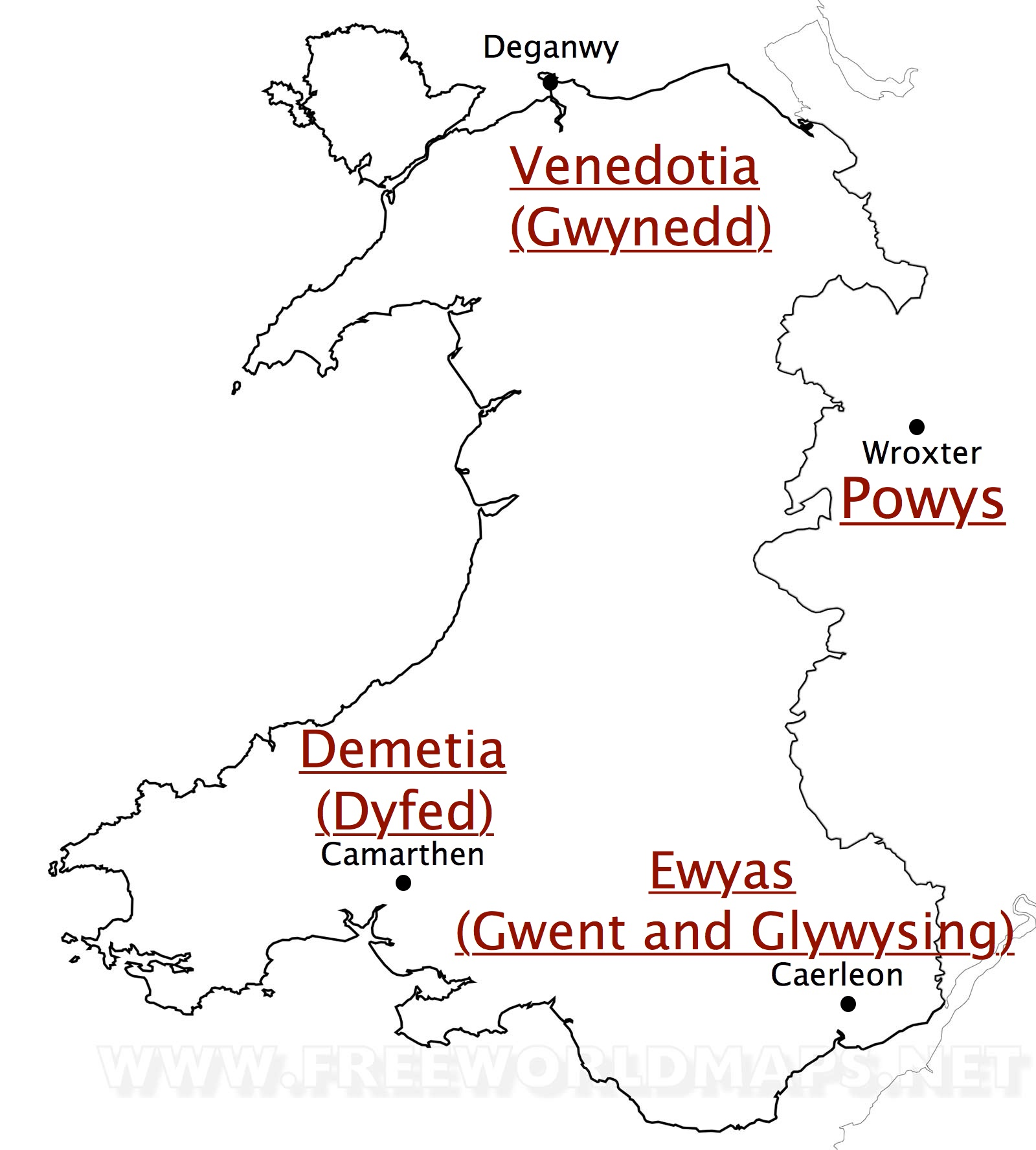
Carte du pays de Galles sous la domination de la dynastie de Magnus Maximus, de 380 à 430.

Au début du IVe siècle, pendant les réformes de Dioclétien qui incluent le pays de Galles dans la province de Britannia Prima (capitale : Corinium Dobunnorum), les migrations barbares deviennent de plus en plus importantes dans l'ouest de l'empire. Pour se protéger d'éventuels attaques de pirates irlandais et déisi devenues préoccupantes, les défenses des cités d'Isca, Venta et Glevum (Gloucester) furent renforcées et des murailles allant jusqu'à 5 mètres furent érigées, déjà à l'instigation de l'usurpateur Carausius vers 280. Il a été supposé que le fort abandonné de Leucarum, près de Loughor, ait été réinvesti pour quelque temps. C'est au milieu de ce siècle qu'apparaît en tant que général l'hispanique Magnus Maximus qui, selon les Mabinogion, aurait épousé Elen Lluydog, fille du chef Cornovii Eudaf Hen, et se serait ainsi emparé légitimement du Pays de Galles dans les années 380. Comme Maximus, il était assez répandu que les chefs claniques de l'époque cumulent des titres romains persistants, tels que décurion (membre d'un conseil municipal), préfet ou protecteur. La géographie locale durant les âges sombres est assez obscure, et en conséquence plusieurs hypothèses ont été formulées.
- La région comprenant les actuels comtés préservés de Gwent et Glamorgan (Les Mid-South Wales) serait, selon certains chercheurs, une partie ou la totalité du légendaire Ewyas, dirigé par les descendants d'Eudaf Hen, jusqu'à Meirchion ap Gwrgant et/ou Owain Finddu.
- Vers 420/430, Vortigern prend le contrôle de tout l'est du Pays de Galles à partir de Verulamium et Glevum, avant de devenir haut-roi de Bretagne. Ce qui deviendra le Gwent semble tomber dans sa zone d'influence, qu'il confie selon la tradition à son fils Vortimer. La lignée a une légitimité généalogique : Vortimer est l'arrière petit-fils présumé d'Eudaf Hen par sa mère Sevira, la fille d'Elen Lluydog et de Magnus Maximus. En l'honneur de Vortimer, la région est renommée Gwerthefyrigg, qui est une version "celtisée" de son nom ; mais plus tard, le nom de Gwent deviendra pérenne. Le futur Glywysing, alors peut être connu sous le nom de Cernyw et vraisemblablement encore régit par Owain, est laissé à lui-même et se construit autour de Cardiff et Margam : les descendants légendaires du souverain y régneront.
- Au nord-est se forme une unité indépendante au milieu du Ve siècle, qui deviendra l'Ergyng. Le Gwent se concentre alors entre les rivières Usk et Wye, principalement sur Isca et Venta (selon la légende, capitale du royaume jusqu'au règne de Caradoc Freichfras)[1].

Selon une généalogie alternative, un des fils d'Eudaf Hen appelé Erbin aurait hérité de la région au début du Ve siècle, engendrant une dynastie allant jusqu'aux rois Teithfallt ap Nynniaw et Tewdrig, qui unit le Gwent et le Glywysing. En fonction de la position de ces deux derniers dans l'histoire, dépendant de la vie de Saint Dubricius, (la fourchette va de 450 à 600 selon les chercheurs), la chronologie déjà incertaine du royaume change radicalement.

### Histoire tardive
Le royaume de Glywysing est véritablement créé vers 490 dans la partie ouest de la région (territoire peut être autrefois nommé Cernyw) par le roi éponyme Glywys, époux d'une fille de Ceredig ap Cunedda et donc beau-frère apparent de Teithfallt ap Nynniaw. L'histoire des deux petits États demeure par la suite très liée et les souverains sont souvent communs. Le roi Caradoc Freichfras déplace sa cour de Caerwent à Portskewett pour permettre à une communauté monastique de s'établir ; il serait aussi le fondateur légendaire du Bro Ërec, qui deviendra le Vannetais. Les souverains du Gwent entretiennent d'ailleurs des relations très privilégies avec la Bretagne continentale durant le haut Moyen Âge, les migrations séparant souvent les mêmes peuples.
Le Gwent, fondu à partir des années 550 en une seule entité avec le Glywysing et devenu un des royaumes les plus puissants du Pays de Galles, survécut jusqu'à la mort du roi Cadwgan ap Owain, tué lors d'un combat en 950. Après sa mort, son frère Morgan ap Owain Hen (i.e. le Vieux), unit Gwent, la Péninsule de Gower et le royaume de Glywysing pour former un seul royaume le Morgannwg ou Glamorgan qui subsista jusqu'à la venue des Normands vers 1067-1091 qui déposèrent le dernier roi Iestyn ap Gwrgant (mort en 1093). Les Anglo-Normands divisèrent le pays en seigneuries : Abergavenny, Monmouth, Striguil (Chepstow) et Usk.
Après l'Acte d'Union, le comté était appelé Monmouthshire, et l'on a longtemps parlé de Wales & Monmouthshire, les cartes de Galles jusque dans les années 1970 ne faisant pas apparaître ce comté. Longtemps séparé du pays de Galles par le gouvernement de Londres, ce comté préservé est redevenu Gwent et est aujourd'hui à nouveau réuni au Pays de Galles.

## Liste des rois

### Chronologie possible
La généalogie du roi Brochfael ap Meurig (vers 880) est présentée ainsi:
[B]rocmail map Mouric map Artmail [map Guriat map Brocmail] map Ris map Iudhail map Morcant.
Celle du roi Ithel II ap Arthrwys († 848) est elle aussi relevée: 
[I]udhail map Atroys map Fernmail map Iudhail map Morcant map Atroys [map Mouric] map Teudubric 
Cette liste est toutefois incomplète et sujette à interprétation ; Ynir Gwent est situé au vie siècle alors qu'il est censé être lié à la famille de Vortimer, ce qui est très improbable après les années 460. Quant à la lignée d'Erb, elle ne serait même pas située dans les années et les lieux acceptables (Il est absurde de constater qu'Erbin se situe avant son propre grand-père, le roi Caradoc Freichfras).
Certaines hypothèses tentent de réunir les deux visions en faisant de la dynastie de Vortimer et celle de Tewdrig des dynasties rivales et voisines, bien qu'aucune preuve ne puisse étayer cette hypothèse.
- vers 420 : Erb ap Erbin, roi de Gwent et d'Ergyng
- vers 450 : Nynniaw ap Erbin, Gwent
- vers 480 : Teithfallt ap Nynniaw
- vers 510 : Ynir (latin: Honorius) Gwent, et son épouse Sainte Materiana verch Vortimer
- vers 540 : Iddon, fils ou petit-fils du précédent ;
- vers 550-584 : Tewdrig, petit-fils de Teithfallt, unit le Gwent et le Glywysing
- 580-615 : Meurig ap Tewdrig
- 615-630 : Athrwys ap Meurig
- 630-665 : Morgan ap Athrwys
- vers 715-745 : Ithael Ier ap Morgan
- 745-775 : Ffernfael ap Ithel
- 775-??? : Arthrwys ap Ffernfael
- 830-848 : Ithael II ap Arthrwys
- vers 830 : Meurig ap Arthfael
- vers 830 : Rhys ap Arthfael
- vers 880-920 : Brochfael ap Meurig ap Arthfael ;
- vers 880-? : Ffernfael II ap Meurig ap Arthfael, corégent ;
- vers 920 : Arthfael II ap Hywel ap Rhys ap Arthfael ;
- vers 930-942 : Cadell ap Arthfael ;
- 942-974 : Morgan ap Owain.

### Rois du Glywysing et du Gwent  (Glamorgan)
- 580-615  : Meurig ap Tewdrig, roi de Gwent ;
- 630-665/710  : Morgan ap Arthrwys, roi de Gwent  ;
- 715-745  : Ithael ap Morgan, roi de Gwent ;
- vers 745-? : Rhys Ier ap Ithael
- vers 800 : Arthfael ap Rhys
- 810-850 :  Rhys II ap Arthfael
- 840-885 : Hywel ap Rhys
- 885-930 : Owain ap Hywel
- 930-935 : Gruffydd ap Owain
- 935-951 : Cadwgan ap Owain
- 951-974 : Morgan ap Owain

### Chronologie alternative
Pour d'autres auteurs [Lesquels ?], la dynastie d'Erbin jusqu'à Iddon serait donc mal placée chronologiquement : En effet, Erb ap Erbin n'aurait vécu que dans la seconde moitié du vie siècle et ne serait pas le premier roi de Gwent ; il serait de même mal placé géographiquement, puisque peut-être originaire des Cornouailles ou seigneur d'Ergyng[réf. nécessaire].
Dans ce contexte, il est possible de placer de présenter de manière suivante la suites de ces premiers rois:
- Vers 400: Owain Finddu, fils de Magnus Maximus, gouverneur d'Ewyas.
- vers 430: Vortimer Fendigaid, roi de Gwerthefyrigg[6] (royaume éphémère constitué du Gwent, de l'Ergyng et d'une partie du Glywising) ;
- vers 450: Ynir (latin: Honorius) Gwent, et son épouse Sainte Materiana verch Vortimer
- vers 480: Iddon ap Ynir
- vers 490: Caradoc Freichfras ap Ynir
- Meurig ap Caradog, et son épouse Dyfwn ferch Glywys
- Erbic ap Meurig
- Vers 520: Erb ap Erbin
- Nynniaw ap Erb
- vers 550-584 : Tewdrig, petit-fils de Teithfallt, unit le Gwent et le Glywysing

## Langue

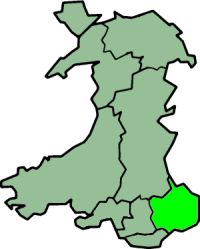
Gwent est l'un des preserved county depuis 2003.

Région de langue galloise jusqu'au XIXe siècle, la langue a disparu avec la révolution industrielle.

## Sources
- (en) Mike Ashley The Mammoth Book of British Kings & Queens Robinson (Londres 1998)  (ISBN 1841190969) « Gwent and Glywysing  » p. 123-130 et Table généalogique no 1 p. 122.
- (en) Timothy Venning, The Kings & Queens of Wales, Stroud, Amberley Publishing, 2013, 224 p. (ISBN 978-1-4456-1577-6, lire en ligne)